# Rita Burrichter
Rita Burrichter (* 1961 in Waltrop) ist eine deutsche römisch-katholische Theologin.

## Leben
Das Studium der katholischen Theologie, Kunstgeschichte und Philosophie in Münster und Bochum schloss sie mit der Promotion 1995 in Katholischer Theologie mit einer interdisziplinären Arbeit zum Thema „Kunstvermittlung“ ab. Wissenschaftliche Mitarbeiterin / Hochschulassistentin war sie am Lehrstuhl für Religionspädagogik und Katechetik der Katholisch-Theologischen Fakultät der Ruhr-Universität Bochum (1989–1996; 1998–2004). Als Dozentin unterrichtete sie Pastoraltheologie an der Bischöflichen Fachakademie des Bistums Essen (1996–2004). Seit 2004 lehrt sie als Professorin für Praktische Theologie an der Universität Paderborn.
Ihre Forschungsschwerpunkte sind Bildtheologie und Bilddidaktik, ästhetisches Lernen im Religionsunterricht, Religion in der Popkultur und religionspädagogische Professionsforschung. Seit 2014 ist sie Schriftleiterin der Zeitschrift Katechetische Blätter.

## Werke (Auswahl)
- Kunstvermittlung. Eine praktisch-theologische Auseinandersetzung mit moderner Kunst. Yves Klein und Dorothee v. Windheim (= Ästhetik – Theologie – Liturgik. Band 3). Lit, Münster 1998, ISBN 3-8258-3809-9 (zugleich Dissertation, Bochum 1995).
- mit Claudia Gärtner: Mit Bildern lernen. Eine Bilddidaktik für den Religionsunterricht. Kösel, München 2014, ISBN 3-466-37086-8.